# Charles Charron
Charles Charron (maart 1884 - overlijden onbekend) was een Frans wielrenner, die beroeps was tussen 1908 en 1914.

## Wielerloopbaan
Charron behaalde een derde plaats op het Frans kampioenschap op de weg van 1912 en een 21e plaats in de eindrangschikking van de Ronde van Frankrijk 1914.

## Belangrijkste overwinningen
geen

## Resultaten in voornaamste wedstrijden
| Jaar | Ronde van Italië | Ronde van Frankrijk | Ronde van Spanje |
| ---- | ---------------- | ------------------- | ---------------- |
| 1912 |                  |                     |                  |
| 1913 |                  | opgave              |                  |
| 1914 |                  | 21e                 |                  |

| Jaar | Parijs-Roubaix |
| ---- | -------------- |
| 1912 | 42e            |
| 1913 | 35e            |
| 1914 | 74e            |